# ピーター・マックス

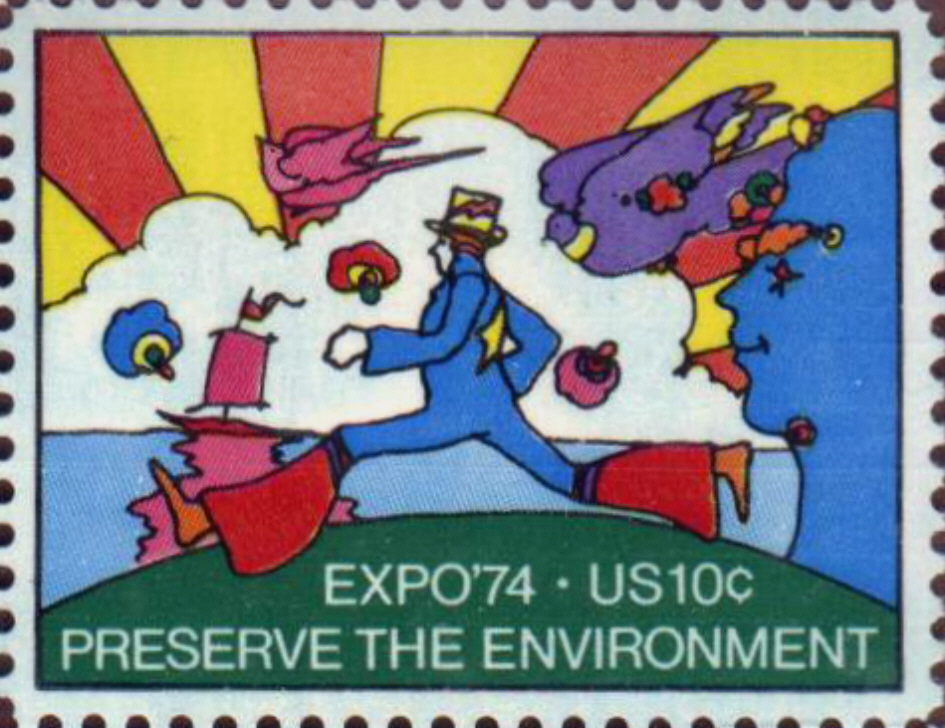
マックスの "Cosmic Runner"をもとにした1974年の切手

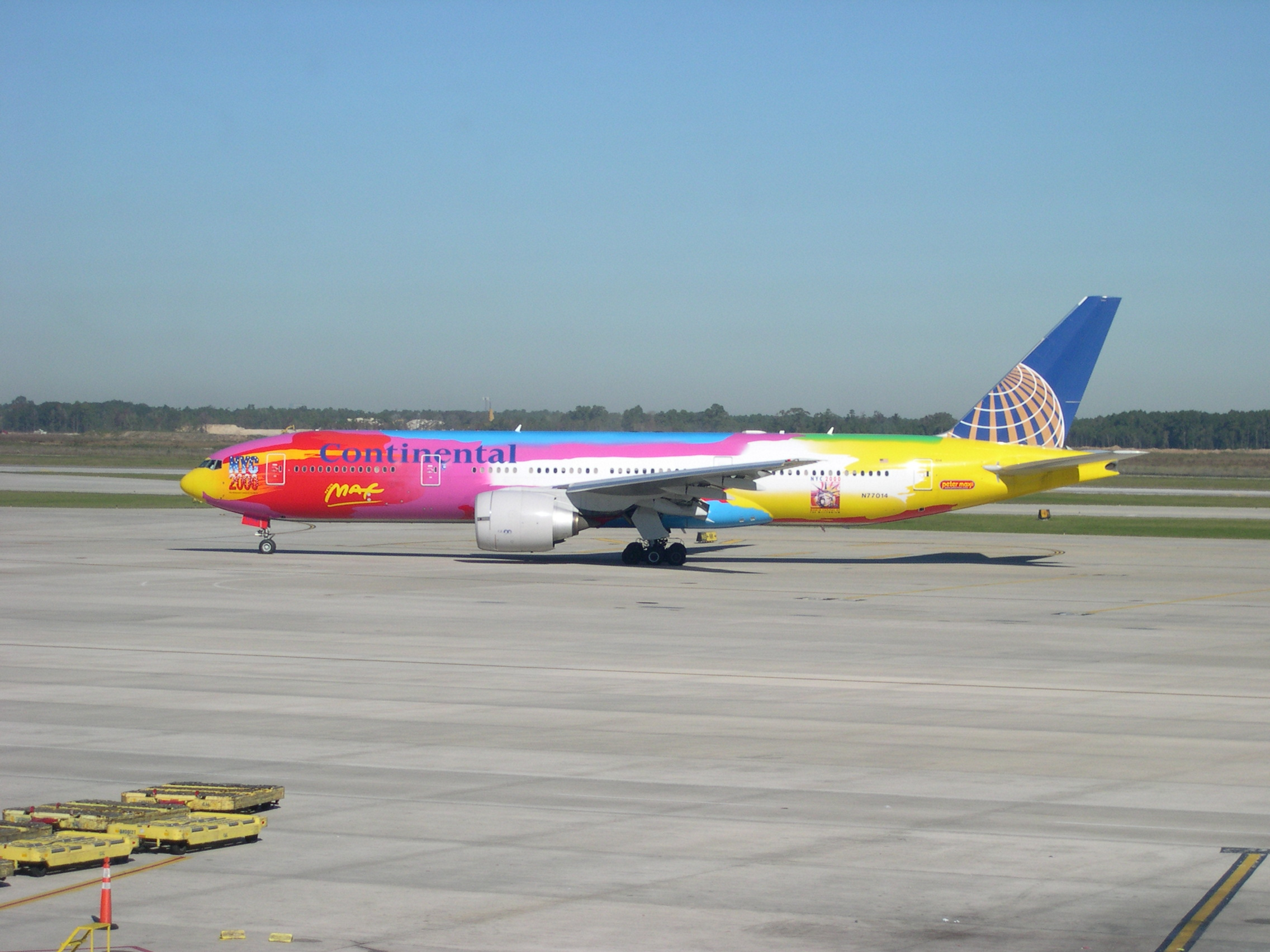
ピーター・マックスがデザインしたコンチネンタル航空N77014のボディ。2002年8月、ヒューストン・インターコンチネンタル空港にて

ピーター・マックス（Peter Max）、本名ピータ・マックス・フィンケルスタイン（Peter Max Finkelstein、1937年10月19日 - ）は、1960年代のポップ・イコノグラフィ（図像）で知られるアメリカ合衆国の美術家。

## 経歴
マックスはドイツのベルリンに生まれた。ユダヤ系であったためナチスの迫害を恐れた両親は1938年、マックスを連れてドイツを出国。その後、中国の上海市、イスラエルを経て、1953年、一家はアメリカ合衆国に移住した。

### 1950年代
1956年、マックスはマンハッタンのアート・スチューデンツ・リーグ・オブ・ニューヨークで正式に美術解剖学、人物素描、構図の勉強を始めた。

### 1960年代
1962年、マックスは友人のトム・ダリーと一緒に、マンハッタンに小さなアート・スタジオを開いた。マックスはリバーサイド・レコードからミード・ルクス・ルイスのアルバムのカバー・アートを依頼された。このアルバムは1962年にthe Society of Illustratorsから金メダルを受賞した。写真をコラージュの素材にして、Bettman archivesのアンティックな写真を利用した「Bettman Panopticon」展を開いた。この展覧会ははニューヨークのグラフィック・アート界で最もアバンギャルドな展覧会の1つと考えられている。天文学への関心は、ポスター・アートや『ザ・トゥナイト・ショー』への出演（1968年）などを通してマックスのコズミックな60年代につながった。1969年5月9日には雑誌『ライフ』の表紙も飾った。マックスの1968年のポスター『Love』は1960年代後期のカウンターカルチャー・イコノグラフィの先頭に位置していたが、1970年になると、マックスのデザインしたアクセサリーは偽ヒッピーの印としてからかわれるようになってしまった。

### 1970年代
1970年、マックスの多くの作品、ポスターがサンフランシスコのデ・ヤング美術館の「The World of Peter Max」展で展示された。アメリカ合衆国郵便公社はマックスにワシントン州スポケーンで開催されたスポーケン国際博覧会（Expo 74）の10セント記念切手を委嘱した。1976年7月4日、マックスは自由の女神像の修復を先頭に立って援助するため、自身の『自由の女神像』シリーズを、クライスラー社のCEOリー・アイアコッカとともに開始した。

### 1980年代から現在まで
マックスは多くのメジャーなイベントの公式アーティストを務めた。その中には、グラミー賞、ロックの殿堂、スーパーボウルなどがある。

## 作品
マックスのアート作品はグラフィック・デザインにおけるサイケデリック運動の一部であった。マックスの作品は1960年代後期から1970年代初期にかけての広告デザインに多大な影響と模倣を生み出した。
マックスは参加しなかったが、ビートルズのアニメーション映画『イエロー・サブマリン』（1968年）はマックスの影響が強い。しかし表現のオリジナリティについては議論の的となっている。
マックスは1960年代のポップアートから新表現主義に変化していった。
マックスの使う画材・技法は多岐に及ぶ。油絵具、アクリル絵具、水彩絵具、指頭画法で塗料、染料、パステル、炭、ペン、色鉛筆、エッチング、エングレービング、セル画、リトグラフ、シルクスクリーン、セラミックス、彫刻、コラージュ、ビデオ、ゼロックス（コピー）、ファクシミリ、コンピュータグラフィックスなど。さらにマスメディアまで、自分のクリエイティヴな表現のためのキャンバスにしている。
マックスはしばしば自分のアート作品にアメリカのシンボルを用い、フォード、カーター、レーガン、ジョージ・H・W・ブッシュ大統領の絵やプロジェクトを手掛けた。近年は、アメリカ合衆国大統領就任式の4日間を通して使われた複数のポートレイト・インスタレーション『100 Clintons』を制作した。さらにマックスは4度目となるグラミー賞のポスターを描き、NBCテレビの象徴であるクジャクをデザインし直し、1994 FIFAワールドカップの公式アーティストに就任、ホワイトハウスのために歴史的な署名を記念するための『Peace Accord』の絵を描いた。
コンチネンタル航空ボーイング777飛行機の1機（登録ナンバーN77014）の機体全面にマックスは絵を描いた。（"Peter Max" special colours 1999年11月 - 2008年1月まで運航）
マックスのアート作品はCBSの『ジ・アーリー・ショー』の壁にも掛かっている。

## 私生活
マックスは1956年から1989年までの各年のシボレー・コルベットを36台コレクションしている。
マックスは、環境主義者で、人権・動物の権利の擁護者でもある。2002年、マックスはニュースで、オハイオ州の屠殺場から逃げ出した1匹の雌牛Cinci Freedomのために、緑の草原での生活を提供すると申し出た。この雌牛は、屠殺場の労働者が休憩している間に、1m80cmの柵を跳び越えて逃げ、11日間捕獲を免れた。「この小さな娘の態度……最期の顔をして、とても怯えていて、それから生きるための危険という危険に遭っている……がぐさっときたんだ」とマックスは言った。「僕は動かされた。僕はこの素晴らしき魂を救わねばならないんだと理解した」。マックスは雌牛がニューヨークのファーム・サンクチュアリー（Farm Sanctuary）で平安な生活を送れるよう、地元の動物愛護団体に18万ドル相当の自分のアートを寄附した。